# Lene Grønlykke
Lene Grønlykke (født Meyer Petersen, 18. oktober 1933 i København – 28. november 1990 på Løgismose, Haarby) var en dansk filminstruktør, manuskriptforfatter og gastronom.
Grønlykke begyndte karrieren som journalist, men forlod faget, da hun i 1953 blev gift med Sven Grønlykke, som solgte sine fabrikker, der producerede skumgummi til møbelindustrien. Sammen med ham overtog hun ASA Film, som de ejede fra 1964-1972, hvor filmstudierne blev solgt til staten. Parret stod blandt andet bag Balladen om Carl-Henning fra 1969, der fik Bodilprisen for bedste film, mens Jesper Klein vandt en Bodil for bedste mandlige hovedrolle. Efter tiden i filmbranchen slog de sig ned på godset Løgismose på Fyn og købte den forfaldne Falsled Kro, som de omdannede til en fransk restaurant af international klasse. Planen var ellers en restaurant i Baskerlandet. I 1976 åbnede de restauranten Kong Hans Kælder i Kong Hans' Vingård i Vingårdstræde i København i samarbejde med Klaus Rifbjerg, der investerede i projektet. Det blev den første restaurant i Danmark, der modtog en stjerne i Michelinguiden. Parret etablerede desuden en produktion af delikatesser samt vinimport; disse aktiviteter findes stadig i selskabet Løgismose.
Lene Grønlykke er mor til forfatter Maria Grønlykke (f. 1957) og instruktør Jacob Grønlykke (f. 1960)

## Filmografi
- Balladen om Carl-Henning (1969)
- Thorvald og Linda (1982)